# Дитячий пісенний конкурс Євробачення
Дитячий конкурс пісні Євробачення — щорічний телевізійний конкурс, у якому беруть участь по одному представнику від кожної з країн-членів Європейської Мовної Спілки (ЄМС). У конкурсі, який транслюється по телебаченню і радіо на території всієї Європи і в деяких країнах інших частин світу, а також в інтернеті, можуть брати участь діти віком від 8 до 15 років (з 2007 року від 10 до 15 років).

## Країна-організатор конкурсу
Заявки на проведення конкурсу країни (які бажають провести конкурс) подають до дати, встановленої Європейською Мовною Спілкою (в 2011 році це було 18 листопада).
Серед країн, які подали заявки на проведення конкурсу, країну-організатора Дитячого пісенного конкурсу Євробачення Європейська Мовна Спілка обирає на засіданні організаційної ради конкурсу і оголошує заздалегідь до року організації конкурсу (в червні 2009 була оголошена столиця Дитячого Євробачення 2010, в січні 2011 була оголошена столиця Дитячого Євробачення 2011).
На відміну від Пісенного конкурсу Євробачення, країна-переможець Дитячого Євробачення не отримує права на проведення конкурсу, але отримує право в тому разі, якщо Європейська Мовна Спілка обере цю країну як країну-господарку конкурсу на засіданні організаційної ради Дитячого Євробачення.
У 2020 році через пандемію коронавірусу виступи учасників показувалися в записі, а для організації спільних номерів долучено технологію доповненої реальності. Шоу транслювалося наживо з Варшави, конкурсанти спілкувалися з ведучими зі студій місцевих мовників через відеозв'язок.

## Країни-учасниці

Участі з 2003 року:
Брали участь щонайменше 1 раз
Ніколи не брали участі, хоча мають можливість це зробити
Участь було заплановано, але пізніше відмовились
Брали участь, як частина іншої країни, але ніколи незалежно

| Рік  | Дебют |
| ---- | --- |
| 2003 | Бельгія, Білорусь, Велика Британія, Греція, Данія, Іспанія, Кіпр, Латвія, Північна Македонія, Мальта, Нідерланди, Норвегія, Польща, Румунія, Хорватія, Швеція |
| 2004 | Франція, Швейцарія |
| 2005 | Росія, Сербія та Чорногорія |
| 2006 | Португалія, Сербія, Україна |
| 2007 | Болгарія, Вірменія Грузія, Литва |
| 2010 | Молдова |
| 2012 | Азербайджан, Албанія, Ізраїль |
| 2013 | Сан-Марино |
| 2014 | Італія, Чорногорія, Словенія |
| 2015 | Австралія, Ірландія |
| 2018 | Казахстан, Уельс |
| 2020 | Німеччина |
| 2023 | Естонія |

| Рік  | Відмова від участі                                                          |
| ---- | --------------------------------------------------------------------------- |
| 2005 | Кіпр, Франція, Польща, Швейцарія                                            |
| 2006 | Данія, Латвія, Сербія та Чорногорія, Норвегія, Велика Британія              |
| 2007 | Хорватія, Іспанія                                                           |
| 2008 | Португалія, Швеція                                                          |
| 2009 | Болгарія, Греція, Литва                                                     |
| 2010 | Кіпр, Румунія                                                               |
| 2011 | Мальта, Сербія                                                              |
| 2012 | Латвія, Литва, Північна Македонія, Болгарія                                 |
| 2013 | Албанія, Бельгія, Ізраїль                                                   |
| 2015 | Хорватія, Кіпр, Швеція                                                      |
| 2016 | Чорногорія, Сан-Марино, Словенія                                            |
| 2017 | Болгарія, Ізраїль                                                           |
| 2018 | Кіпр                                                                        |
| 2019 | Азербайджан, Ізраїль                                                        |
| 2020 | Албанія, Австралія, Ірландія, Італія, Уельс, Португалія, Північна Македонія |
| 2021 | Білорусь                                                                    |
| 2022 | Азербайджан, Болгарія, Німеччина, Росія (дискваліфікація)                   |
| 2023 | Казахстан, Сербія                                                           |
| 2024 | Велика Британія                                                             |
| 2025 | Естонія, Німеччина                                                          |

| Рік  | Повернення                                                                                 |
| ---- | ------------------------------------------------------------------------------------------ |
| 2006 | Кіпр                                                                                       |
| 2009 | Швеція                                                                                     |
| 2010 | Латвія, Литва                                                                              |
| 2011 | Болгарія                                                                                   |
| 2013 | Мальта, Північна Македонія                                                                 |
| 2014 | Болгарія, Кіпр, Сербія, Хорватія                                                           |
| 2015 | Албанія, Північна Македонія                                                                |
| 2016 | Ізраїль, Кіпр, Польща                                                                      |
| 2017 | Португалія                                                                                 |
| 2018 | Азербайджан, Ізраїль, Франція                                                              |
| 2019 | Іспанія                                                                                    |
| 2021 | Азербайджан, Албанія, Болгарія, Вірменія, Ірландія, Італія, Північна Македонія, Португалія |
| 2022 | Велика Британія                                                                            |
| 2023 | Німеччина                                                                                  |
| 2024 | Кіпр, Сан-Марино                                                                           |
| 2025 | Хорватія                                                                                   |

## Переможці
| Рік  | Країна     | Дата         | Переможець | Артист             | Пісня                       | Бали | Запас | Друге місце     |
| ---- | ---------- | ------------ | ---------- | ------------------ | --------------------------- | ---- | ----- | --------------- |
| 2003 | Данія      | 15 листопада | Хорватія   | Діно Желушич       | «Ti si moja prva ljubav»    | 134  | 9     | Іспанія         |
| 2004 | Норвегія   | 20 листопада | Іспанія    | Марія Ісабель      | «Antes muerta que sencilla» | 171  | 31    | Велика Британія |
| 2005 | Бельгія    | 26 листопада | Білорусь   | Ксенія Сітнік      | «Мы вместе»                 | 149  | 3     | Іспанія         |
| 2006 | Румунія    | 2 грудня     | Росія      | Сестри Толмачови   | «Весенний джаз»             | 154  | 25    | Білорусь        |
| 2007 | Нідерланди | 8 грудня     | Білорусь   | Олексій Жигалкович | «С друзьями»                | 137  | 1     | Вірменія        |
| 2008 | Кіпр       | 22 листопада | Грузія     | Бзікебі            | «Bzz..»                     | 154  | 19    | Україна         |
| 2009 | Україна    | 21 листопада | Нідерланди | Ральф Маккенбах    | «Click Clack»               | 121  | 5     | Вірменія Росія  |
| 2010 | Білорусь   | 20 листопада | Вірменія   | Владімир Арзуманян | «Мама»                      | 120  | 1     | Росія           |
| 2011 | Вірменія   | 3 грудня     | Грузія     | Candy              | «Candy Music»               | 108  | 5     | Нідерланди      |
| 2012 | Нідерланди | 1 грудня     | Україна    | Анастасія Петрик   | «Небо»                      | 138  | 35    | Грузія          |
| 2013 | Україна    | 30 листопада | Мальта     | Гайя Каукі         | «The Start»                 | 130  | 9     | Україна         |
| 2014 | Мальта     | 15 листопада | Італія     | Вінченцо Кантьєлло | «Tu primo grande amore»     | 159  | 12    | Болгарія        |
| 2015 | Болгарія   | 21 листопада | Мальта     | Дестіні Чукуньєре  | «Not My Soul»               | 185  | 9     | Вірменія        |
| 2016 | Мальта     | 20 листопада | Грузія     | Маріам Мамадашвілі | «Mzeo»                      | 239  | 7     | Вірменія        |
| 2017 | Грузія     | 26 листопада | Росія      | Поліна Богусевич   | «Wings»                     | 188  | 3     | Грузія          |
| 2018 | Білорусь   | 25 листопада | Польща     | Роксана Венгель    | «Anyone I Want to Be»       | 215  | 12    | Франція         |
| 2019 | Польща     | 24 листопада | Польща     | Вікі Габор         | "Superhero"                 | 278  | 51    | Казахстан       |
| 2020 | Польща     | 29 листопада | Франція    | Валентіна          | «J'imagine»                 | 200  | 48    | Казахстан       |
| 2021 | Франція    | 19 грудня    | Вірменія   | Малена             | «Qami Qami»                 | 224  | 6     | Польща          |
| 2022 | Вірменія   | 11 грудня    | Франція    | Ліссандро          | «Oh Maman!»                 | 203  | 23    | Вірменія        |
| 2023 | Франція    | 26 листопада | Франція    | Зої Клозюр         | «Cœur»                      | 228  | 27    | Іспанія         |
| 2024 | Іспанія    | 16 листопада | Грузія     | Андрія Путкарадзе  | «To My Mom»                 | 239  | 26    | Португалія      |

## Рейтинг країн-учасниць
| №  | Країна             | 1 | 2 | 3 | 4 | 5 | Всього |
| -- | ------------------ | - | - | - | - | - | ------ |
| 1  | Грузія             | 4 | 2 | 1 | 3 | 1 | 11     |
| 2  | Франція            | 3 | 1 | 1 | 1 | 1 | 7      |
| 3  | Вірменія           | 2 | 5 | 3 | ― | 1 | 11     |
| 4  | Росія              | 2 | 2 | ― | 4 | 1 | 9      |
| 5  | Білорусь           | 2 | 1 | 2 | 2 | 3 | 10     |
| 6  | Польща             | 2 | 1 | ― | ― | ― | 3      |
| 7  | Мальта             | 2 | ― | ― | 2 | 2 | 6      |
| 8  | Іспанія            | 1 | 3 | 2 | 1 | ― | 7      |
| 9  | Україна            | 1 | 2 | 1 | 1 | 2 | 7      |
| 10 | Нідерланди         | 1 | 1 | ― | 3 | ― | 5      |
| 11 | Хорватія           | 1 | ― | 1 | ― | ― | 2      |
| 12 | Італія             | 1 | ― | 1 | ― | ― | 2      |
| 13 | Казахстан          | ― | 2 | ― | ― | ― | 2      |
| 14 | Велика Британія    | ― | 1 | 1 | 1 | 1 | 4      |
| 15 | Болгарія           | ― | 1 | ― | ― | ― | 1      |
| 16 | Португалія         | ― | 1 | ― | ― | ― | 1      |
| 17 | Сербія             | ― | ― | 2 | ― | 1 | 3      |
| 18 | Австралія          | ― | ― | 2 | ― | 1 | 3      |
| 19 | Литва              | ― | ― | 1 | ― | ― | 1      |
| 20 | Норвегія           | ― | ― | 1 | ― | ― | 1      |
| 21 | Словенія           | ― | ― | 1 | ― | ― | 1      |
| 22 | Швеція             | ― | ― | 1 | ― | ― | 1      |
| 23 | Данія              | ― | ― | ― | 1 | 2 | 3      |
| 24 | Бельгія            | ― | ― | ― | 1 | 1 | 2      |
| 24 | Румунія            | ― | ― | ― | 1 | 1 | 2      |
| 26 | Ірландія           | ― | ― | ― | 1 | ― | 1      |
| 27 | Північна Македонія | ― | ― | ― | ― | 2 | 2      |
| 28 | Албанія            | ― | ― | ― | ― | 1 | 1      |
| 29 | Азербайджан        | ― | ― | ― | ― | 1 | 1      |